# Paris-Roubaix 1962
Paris-Roubaix 1962 a fost a 60-a ediție a Paris-Roubaix, o cursă clasică de ciclism de o zi din Franța. Evenimentul a avut loc pe 9 aprilie 1962 și s-a desfășurat pe o distanță de 258 de kilometri de la Compiègne până la velodromul din Roubaix. Câștigătorul a fost Rik Van Looy din Belgia de la echipa Flandria.

## Rezultate
| Loc | Concurent              | Echipă                            | Timp       |
| --- | ---------------------- | --------------------------------- | ---------- |
| 1   | Rik Van Looy (BEL)     | Flandria–Faema–Clément            | 6h 43' 57" |
| 2   | Emile Daems (BEL)      | Philco                            | + 25"      |
| 3   | Frans Schoubben (BEL)  | Peugeot–BP–Dunlop                 | + 25"      |
| 4   | Jef Planckaert (BEL)   | Flandria–Faema–Clément            | + 25"      |
| 5   | Raymond Poulidor (FRA) | Mercier                           | + 25"      |
| 6   | Jos Wouters (BEL)      | Solo–Van Steenbergen              | + 2' 40"   |
| 7   | Frans Aerenhouts (BEL) | Mercier                           | + 2' 40"   |
| 8   | Jean Forestier (FRA)   | Gitane–Leroux–Dunlop–R. Geminiani | + 2' 40"   |
| 9   | Raymond Impanis (BEL)  | Flandria–Faema–Clément            | + 2' 40"   |
| 10  | Guido Carlesi (ITA)    | Philco                            | + 2' 57"   |